# 市体育中心站
市体育中心站是郑州地铁1号线的车站，位于中华人民共和国河南省郑州市郑东新区（行政区划属金水区）博学路街道明理路与学理路交叉口，开通于2013年12月28日。该站为1号线一期工程的东端终点站，目前亦作为1号线小交路列车的东端终点站。

## 车站结构
市体育中心站的主体结构位于明理路与学理路交叉口地下，沿明理路呈南北向布置，为地下二层车站，B1層為站廳层，B2層為站台层。该站北端经出入段线连接郑东车辆段。
| 1F  | 地面     | 所有出入口                                       | 所有出入口                                       | 所有出入口                                       |
| B1F | 站厅     | 客服中心、自动售票机、行李检查、闸机、车站控制室 | 客服中心、自动售票机、行李检查、闸机、车站控制室 | 客服中心、自动售票机、行李检查、闸机、车站控制室 |
| B2F | █ 1号线  | 往河南工业大学方向（博学路）                     | 往河南工业大学方向（博学路）                     | 往河南工业大学方向（博学路）                     |
| B2F | 岛式站台 |                                                  | 至站厅                                           | 卫生间                                           |
| B2F | █ 1号线  | 往河南大学新区方向（龙子湖）                     | 往河南大学新区方向（龙子湖）                     | 往河南大学新区方向（龙子湖）                     |

### 站厅
市体育中心站的站厅位于B1层，设有客服中心、自动售票机、行李检查等设施。站厅由闸机和栏杆分隔为付费区和非付费区，付费区内设有自动扶梯、步梯和无障碍电梯连接站台层。

### 站台
市体育中心站设一座岛式站台，位于B2层，安装有高站台门。站台呈南北向，东侧站台面由下行（河南大学新区方向）列车使用，西侧站台面由上行（河南工业大学方向）列车使用。在站台北端设有卫生间和母婴室。

### 出入口
市体育中心站目前启用B、C、E、F四个出入口，连接地面和站厅非付费区。其中B、C口位于明理路东侧，E、F口位于明理路西侧，B口设有无障碍电梯。
| 市体育中心 | 市体育中心     | 市体育中心 | 市体育中心     | 市体育中心 |
| 编号       | 路线           | 路线       | 路线           | 备注       |
| ---------- | -------------- | ---------- | -------------- | ---------- |
| 166        | 农业路中州大道 | ⇆          | 市体育中心     |            |
| 170        | 市体育中心     | ⇆          | 前牛岗社区     |            |
| S171       | 市体育中心     | ⇆          | 吉地澜花语社区 |            |
| S197       | 郑州东站东广场 | ⇆          | 市体育中心     |            |

| 市体育中心 | 市体育中心   | 市体育中心 | 市体育中心             | 市体育中心 |
| 编号       | 路线         | 路线       | 路线                   | 备注       |
| ---------- | ------------ | ---------- | ---------------------- | ---------- |
| 301        | 工贸路公交站 | ⇆          | 市体育中心             |            |
| S135       | 郑州东站     | ⇆          | 郑东花卉市场           |            |
| S186       | 市体育中心   | ⇆          | 东风南路商都路         |            |
| S606       | 郑州东站     | ⇆          | 海昌海洋旅游度假区西门 |            |

| 学理路明理路 | 学理路明理路 | 学理路明理路 | 学理路明理路 | 学理路明理路 |
| 编号         | 路线         | 路线         | 路线         | 备注         |
| ------------ | ------------ | ------------ | ------------ | ------------ |
| 17           | 学理路明理路 | ⇆            | 绿博园轻轨站 |              |
| 308          | 岗王公交站   | ⇆            | 学理路明理路 |              |
| 713          | 学理路明理路 | ⇆            | 普罗理想国   |              |
| S199         | 学理路明理路 | ⇆            | 鲲鹏小镇西门 |              |

| 河南省红十字会 | 河南省红十字会 | 河南省红十字会 | 河南省红十字会 | 河南省红十字会 |
| 编号           | 路线           | 路线           | 路线           | 备注           |
| -------------- | -------------- | -------------- | -------------- | -------------- |
| G29            | 郑州海洋馆     | ⇆              | 金水东路公交站 |                |
| S135           | 郑州东站       | ⇆              | 郑东花卉市场   |                |

## 利用状况
市体育中心站为1号线人流量较大的车站。该站为1号线小交路列车的终点站，同时来往郑东新区东部、中牟等地的多条公交线路以此站为首末站，因此有较大的换乘客流。另外，该站位于龙子湖高校园区以南，亦有不少周边高校的师生使用该站。

## 周边主要地点
市体育中心站周边的主要地点有：
- 中原网球中心
- 河南省社会主义学院
- 河南省红十字会
- 郑州市人民检察院
- 郑州市纪委监察委
- 河南省档案馆
- 河南中医药大学
- 河南司法警官职业学院